# Jan Kazimierz Czyż
Jan Kazimierz Czyż z Woronnej herbu Lubicz Odmienny – stolnik wileński w latach 1683-1690, podstoli wendeński w latach 1664-1678.
Był elektorem Michała Korybuta Wiśniowieckiego z ziemi chełmskiej w 1669 roku.